# Richard R. Werry
Pour les articles homonymes, voir Werry.
Richard R. Werry, né le 22 mars 1916 à Pittsburgh, en Pennsylvanie, et mort le 12 décembre 1987 à Birmingham, au Michigan, est un romancier, poète et critique littéraire américain, auteur de roman policier.

## Biographie
Après des études aux universités de Pittsburgh et de Columbia, il se destine à l'enseignement de l'anglais à l'université de Wayne State et devient membre du conseil d'administration de la Colorado Tungsten Corporation.
Critique littéraire au quotidien The Detroit News, il signe aussi des articles sur la poésie et l'œuvre de Dylan Thomas, en plus de nouvelles pour divers périodiques.
En 1947, il fait paraître Frozen Tears, un recueil de poèmes, puis signe deux romans noirs, dont Sur un lit de cactus (Hammer Me Home, 1955), un récit standard de la production américaine des années 1950 qui raconte comment un comptable, parti avec la caisse de son entreprise, se réfugie dans une petite ville à la frontière du Texas et du Mexique, où un caïd local tente de le faire chanter.
Peu avant sa mort, dans les années 1980, Richard Werry donne deux autres romans policiers plus légers ayant cette fois pour héroïne la détective privée J. D. Mulroy.

## Œuvre

### Poésie
- Frozen Tears, and Others Poems (1947)

### Romans

#### SérieJ. D. Mulroy
- Casket for a Lying Lady (1985)
- A Delicately Personal Matter: a J. D. Mulroy Mystery Novel (1986)

#### Autres romans
- Where Town Begins (1951)
- Hammer Me Home (1955) Publié en français sous le titre Sur un lit de cactus, traduit par Hélène Hécat, Paris, Gallimard, coll. « Série noire » no 290, 1956 ; réédition, Paris, Gallimard, coll. « Carré noir » no 527, 1984  (ISBN 2-07-043527-X)

## Sources
- Claude Mesplède et Jean-Jacques Schleret, SN, voyage au bout de la Noire : inventaire de 732 auteurs et de leurs œuvres publiés en séries Noire et Blème : suivi d'une filmographie complète, Paris, Futuropolis, 1982 (OCLC 11972030), p. 376-377.